# Центральная провинция (Шри-Ланка)
Центра́льная прови́нция (синг. මධ්‍යම පළාත, Madhyama Palata, там. மத்திய மாகாணம், Malaiyakam Maakaanam) — одна из провинций Шри-Ланки. Население — 2 556 774 человек (2012).

## География
В южной части провинции находится гора Пидуруталагала высотой более 2500 м — самая высокая точка острова.
Площадь Центральной провинции составляет 5674 км². Площадь суши — 5575 км². Площадь водной глади — 99 км².

## Административное деление
Административно делится на 3 округа:
- Канди
- Матале
- Нувара-Элия

## Экономика
Провинция производит большую часть известного во всём мире цейлонского чая, воссозданного британцами в 1860-х годах после того, как болезнь погубила все плантации кофе в регионе. Центральная провинция привлекает множество туристов своими пейзажами, такими достопримечательностями как Канди, Матале, Гампола, Гаттон и Нувара-Элия.